# Liga Mistrzów w piłce siatkowej (2016/2017)
Liga Mistrzów 2016/2017 (oficjalna nazwa: 2017 CEV DenizBank Volleyball Champions League) – 17. sezon Ligi Mistrzów rozgrywanej od 2000 roku (55. turniej ogólnie, wliczając Puchar Europy Mistrzów Krajowych), organizowanej przez Europejską Konfederację Piłki Siatkowej (CEV) w ramach europejskich pucharów dla 36 męskich klubowych zespołów siatkarskich Starego Kontynentu.

## System rozgrywek
Liga Mistrzów w sezonie 2016/2017 składa się z czterech rund: kwalifikacji play-off, fazy grupowej, fazy play-off oraz Final Four:
- Faza kwalifakacyjna play-off: 24 drużyny podzielono w pierwszych dwóch rundach toczyła się w parach systemu pucharowym. W poszczególnych parach każda drużyna rozgrywała mecz i rewanż z pozostałymi. Zwycięzcy awansują do poszczególnych grup.
- Faza grupowa: 20 drużyn podzielono na 5 grup. W poszczególnych grupach każda drużyna rozgrywa mecz i rewanż z pozostałymi.
- Faza play-off: będzie się składać z 1/6 finału i 1/3 finału. W 1/6 finału zespoły zostaną podzielone na 6 par, tworząc drabinkę rozgrywek. Poszczególne pary będą rozgrywać mecz i rewanż. O awansie zadecydują kolejno: liczba wygranych spotkań, zwycięstwo w złotym secie granym do 15 punktów. Zwycięzcy awansują do 1/3 finału, gdzie obowiązują te same zasady co w poprzedniej rundzie.
- Final Four: uczestniczy w nim gospodarz oraz zwycięzcy poszczególnych par z 1/3 finału. Final Four składa się z półfinałów, meczu o 3. miejsce oraz finału.

## Drużyny uczestniczące

### Podział miejsc w rozgrywkach
W sezonie 2016/2017 Ligi Mistrzów weźmie udział 20 zespołów z 11 federacji siatkarskich zrzeszonych w CEV. Liczba drużyn uczestniczących w Lidze Mistrzów ustalona została na podstawie rankingu CEV dla europejskich rozgrywek klubowych.
Liczba zespołów kwalifikujących się do Ligi Mistrzów w sezonie 2016/2017:
- 3 drużyny z federacji zajmującej miejsce 1-2 w rankingu,
- 2 drużyny z każdej z federacji zajmujących miejsca 3–8 w rankingu,
- 1 drużyny z każdej z federacji zajmujących miejsca 9–16 w rankingu,

Europejska Konfederacja Piłki Siatkowej postanowiła zmniejszyć liczbę uczestników do 20.
Prawo udziału w rozgrywkach można było uzyskać poprzez:
- zajęcie odpowiedniego miejsca w rozgrywkach ligowych,
- przejście fazy kwalifikacyjnej play-off,

- Knack Roeselare (L1)
- Paris Volley (L1)
- Berlin Recycling Volleys (L1)
- ZAKSA Kędzierzyn-Koźle (L1)
- Asseco Resovia Rzeszów (L2)
- SCMU Craiova (L1)
- Zenit Kazań (L1)
- Dinamo Moskwa (L2)
- Halkbank (L1)
- Büyükşehir Belediyesi Stambuł (L2)
- Azimut Modena (L1)
- Cucine Lube Civitanova (L2)

Zakwalifikowane drużyny
- Noliko Maaseik (L2)
- Dukla Liberec (L1)
- VfB Friedrichshafen (L2)
- PGE Skra Bełchatów (L3)
- Biełogorje Biełgorod (L3)
- ACH Volley Lublana (L1)
- Arkas Spor Izmir (L3)
- Sir Sicoma Colussi Perugia (L3)

## Rozgrywki

### Faza grupowa
awans do fazy play-off
     gospodarz turnieju finałowego

#### Grupa A
Tabela
| Lp. | Drużyna                       | Pkt | Mecze | Mecze   | Mecze   | Sety | Sety | Sety  | Małe punkty | Małe punkty | Małe punkty |
| Lp. | Drużyna                       | Pkt | M     | W (3:2) | P (2:3) | wyg. | prz. | ratio | zdob.       | str.        | ratio       |
| --- | ----------------------------- | --- | ----- | ------- | ------- | ---- | ---- | ----- | ----------- | ----------- | ----------- |
| 1   | ZAKSA Kędzierzyn-Koźle        | 15  | 6     | 5 (0)   | 1 (0)   | 16   | 5    | 3.200 | 531         | 469         | 1.132       |
| 2   | Dinamo Moskwa                 | 11  | 6     | 4 (1)   | 2 (0)   | 14   | 10   | 1.400 | 563         | 552         | 1.020       |
| 3   | Büyükşehir Belediyesi Stambuł | 7   | 6     | 2 (0)   | 4 (1)   | 9    | 14   | 0.643 | 506         | 534         | 0.948       |
| 4   | Noliko Maaseik                | 3   | 6     | 1 (1)   | 5 (1)   | 7    | 17   | 0.412 | 512         | 557         | 0.919       |

Aktualizacja do dnia 6 grudnia 2016
Źródło: cev.lu
Punktacja: 3:0 i 3:1 – 3 pkt; 3:2 – 2 pkt; 2:3 – 1 pkt; 1:3 i 0:3 – 0 pkt
Zasady ustalania kolejności: 1. liczba punktów; 2. stosunek setów; 3. stosunek małych punktów; 4. bilans w bezpośrednich meczach
Wyniki spotkań
| Data       | Godz. | Drużyna 1                     | Wynik | Drużyna 2                     | 1     | 2     | 3     | 4     | 5     | Widzów | * |
| ---------- | ----- | ----------------------------- | ----- | ----------------------------- | ----- | ----- | ----- | ----- | ----- | ------ | - |
| 06.12.2016 | 18:00 | ZAKSA Kędzierzyn-Koźle        | 3:0   | Büyükşehir Belediyesi Stambuł | 25:12 | 28:26 | 29:27 |       |       | 1850   |   |
| 07.12.2016 | 19:00 | Dinamo Moskwa                 | 3:1   | Noliko Maaseik                | 25:22 | 23:25 | 25:22 | 25:20 |       | 3000   |   |
|            |       |                               |       |                               |       |       |       |       |       |        |   |
| 21.12.2016 | 18:00 | Büyükşehir Belediyesi Stambuł | 1:3   | Dinamo Moskwa                 | 25:19 | 18:25 | 18:25 | 22:25 |       | 1370   |   |
| 21.12.2016 | 20:30 | Noliko Maaseik                | 0:3   | ZAKSA Kędzierzyn-Koźle        | 23:25 | 22:25 | 21:25 |       |       | 1750   |   |
|            |       |                               |       |                               |       |       |       |       |       |        |   |
| 18.01.2017 | 19:00 | Dinamo Moskwa                 | 1:3   | ZAKSA Kędzierzyn-Koźle        | 23:25 | 21:25 | 30:28 | 20:25 |       | 2600   |   |
| 18.01.2017 | 20:30 | Noliko Maaseik                | 3:2   | Büyükşehir Belediyesi Stambuł | 25:22 | 25:21 | 17:25 | 21:25 | 15:11 | 1520   |   |
|            |       |                               |       |                               |       |       |       |       |       |        |   |
| 31.01.2017 | 18:00 | ZAKSA Kędzierzyn-Koźle        | 3:1   | Dinamo Moskwa                 | 25:17 | 25:22 | 27:29 | 25:21 |       | 3000   |   |
| 01.02.2017 | 18:00 | Büyükşehir Belediyesi Stambuł | 3:1   | Noliko Maaseik                | 25:19 | 19:25 | 25:22 | 25:18 |       | 1000   |   |
|            |       |                               |       |                               |       |       |       |       |       |        |   |
| 14.02.2017 | 18:00 | ZAKSA Kędzierzyn-Koźle        | 3:0   | Noliko Maaseik                | 25:23 | 25:19 | 25:21 |       |       |        |   |
| 15.02.2017 | 19:00 | Dinamo Moskwa                 | 3:0   | Büyükşehir Belediyesi Stambuł | 25:21 | 25:22 | 27:25 |       |       | 2200   |   |
|            |       |                               |       |                               |       |       |       |       |       |        |   |
| 01.03.2017 | 18:00 | Büyükşehir Belediyesi Stambuł | 3:1   | ZAKSA Kędzierzyn-Koźle        | 25:23 | 16:25 | 25:22 | 26:24 |       | 200    |   |
| 01.03.2017 | 20:30 | Noliko Maaseik                | 2:3   | Dinamo Moskwa                 | 22:25 | 25:18 | 30:28 | 18:25 | 12:15 | 1950   |   |

#### Grupa B
Tabela
| Lp. | Drużyna                  | Pkt | Mecze | Mecze   | Mecze   | Sety | Sety | Sety  | Małe punkty | Małe punkty | Małe punkty |
| Lp. | Drużyna                  | Pkt | M     | W (3:2) | P (2:3) | wyg. | prz. | ratio | zdob.       | str.        | ratio       |
| --- | ------------------------ | --- | ----- | ------- | ------- | ---- | ---- | ----- | ----------- | ----------- | ----------- |
| 1   | Cucine Lube Civitanova   | 15  | 6     | 5 (0)   | 1 (0)   | 16   | 4    | 4.000 | 485         | 397         | 1.222       |
| 2   | Berlin Recycling Volleys | 12  | 6     | 4 (1)   | 2 (1)   | 14   | 9    | 1.556 | 504         | 487         | 1.035       |
| 3   | Asseco Resovia Rzeszów   | 8   | 6     | 3 (2)   | 3 (1)   | 11   | 14   | 0.786 | 522         | 530         | 0.985       |
| 4   | VK Dukla Liberec         | 1   | 6     | 0 (0)   | 6 (1)   | 4    | 18   | 0.222 | 436         | 533         | 0.818       |

Aktualizacja do dnia 6 grudnia 2016
Źródło: cev.lu
Punktacja: 3:0 i 3:1 – 3 pkt; 3:2 – 2 pkt; 2:3 – 1 pkt; 1:3 i 0:3 – 0 pkt
Zasady ustalania kolejności: 1. liczba punktów; 2. stosunek setów; 3. stosunek małych punktów; 4. bilans w bezpośrednich meczach
Wyniki spotkań
| Data       | Godz. | Drużyna 1                | Wynik | Drużyna 2                | 1     | 2     | 3     | 4     | 5     | Widzów | * |
| ---------- | ----- | ------------------------ | ----- | ------------------------ | ----- | ----- | ----- | ----- | ----- | ------ | - |
| 06.12.2016 | 19:30 | Berlin Recycling Volleys | 3:1   | Cucine Lube Civitanova   | 21:25 | 25:16 | 25:18 | 26:24 |       | 4321   |   |
| 08.12.2016 | 18:00 | VK Dukla Liberec         | 2:3   | Asseco Resovia Rzeszów   | 14:25 | 16:25 | 25:21 | 25:23 | 15:17 | 2180   |   |
|            |       |                          |       |                          |       |       |       |       |       |        |   |
| 20.12.2016 | 20:30 | Cucine Lube Civitanova   | 3:0   | VK Dukla Liberec         | 25:21 | 25:15 | 25:20 |       |       | 3045   |   |
| 22.12.2016 | 18:00 | Asseco Resovia Rzeszów   | 3:2   | Berlin Recycling Volleys | 21:25 | 25:15 | 23:25 | 25:22 | 15:12 | 4087   |   |
|            |       |                          |       |                          |       |       |       |       |       |        |   |
| 18.01.2017 | 18:00 | VK Dukla Liberec         | 0:3   | Berlin Recycling Volleys | 18:25 | 23:25 | 16:25 |       |       | 2035   |   |
| 19.01.2017 | 20:30 | Asseco Resovia Rzeszów   | 0:3   | Cucine Lube Civitanova   | 22:25 | 13:25 | 14:25 |       |       | 4258   |   |
|            |       |                          |       |                          |       |       |       |       |       |        |   |
| 01.02.2017 | 20:30 | Cucine Lube Civitanova   | 3:0   | Asseco Resovia Rzeszów   | 25:21 | 25:16 | 25:16 |       |       | 2715   |   |
| 02.02.2017 | 19:30 | Berlin Recycling Volleys | 3:0   | VK Dukla Liberec         | 25:17 | 25:22 | 25:19 |       |       | 3462   |   |
|            |       |                          |       |                          |       |       |       |       |       |        |   |
| 14.02.2017 | 19:30 | Berlin Recycling Volleys | 3:2   | Asseco Resovia Rzeszów   | 25:20 | 25:22 | 21:25 | 20:25 | 15:13 | 4308   |   |
| 15.02.2017 | 18:00 | VK Dukla Liberec         | 1:3   | Cucine Lube Civitanova   | 25:22 | 28:30 | 23:25 | 14:25 |       | 2150   |   |
|            |       |                          |       |                          |       |       |       |       |       |        |   |
| 01.03.2017 | 18:00 | Asseco Resovia Rzeszów   | 3:1   | VK Dukla Liberec         | 20:25 | 25:18 | 25:19 | 25:18 |       | 3752   |   |
| 01.03.2017 | 20:30 | Cucine Lube Civitanova   | 3:0   | Berlin Recycling Volleys | 25:14 | 25:23 | 25:15 |       |       | 3375   |   |

#### Grupa C
Tabela
| Lp. | Drużyna             | Pkt | Mecze | Mecze   | Mecze   | Sety | Sety | Sety   | Małe punkty | Małe punkty | Małe punkty |
| Lp. | Drużyna             | Pkt | M     | W (3:2) | P (2:3) | wyg. | prz. | ratio  | zdob.       | str.        | ratio       |
| --- | ------------------- | --- | ----- | ------- | ------- | ---- | ---- | ------ | ----------- | ----------- | ----------- |
| 1   | Zenit Kazań         | 18  | 6     | 6 (0)   | 0 (0)   | 18   | 1    | 18.000 | 489         | 355         | 1.377       |
| 2   | Arkas Spor          | 9   | 6     | 4 (3)   | 2 (0)   | 12   | 13   | 0.923  | 517         | 560         | 0.923       |
| 3   | VfB Friedrichshafen | 5   | 6     | 1 (1)   | 5 (3)   | 10   | 17   | 0.588  | 572         | 601         | 0.952       |
| 4   | Paris Volley        | 4   | 6     | 1 (1)   | 5 (2)   | 8    | 17   | 0.471  | 503         | 565         | 0.890       |

Aktualizacja do dnia 6 grudnia 2016
Źródło: cev.lu
Punktacja: 3:0 i 3:1 – 3 pkt; 3:2 – 2 pkt; 2:3 – 1 pkt; 1:3 i 0:3 – 0 pkt
Zasady ustalania kolejności: 1. liczba punktów; 2. stosunek setów; 3. stosunek małych punktów; 4. bilans w bezpośrednich meczach
Wyniki spotkań
| Data       | Godz. | Drużyna 1           | Wynik | Drużyna 2           | 1     | 2     | 3     | 4     | 5     | Widzów | * |
| ---------- | ----- | ------------------- | ----- | ------------------- | ----- | ----- | ----- | ----- | ----- | ------ | - |
| 06.12.2016 | 20:30 | Paris Volley        | 2:3   | VfB Friedrichshafen | 25:22 | 26:24 | 18:25 | 18:25 | 13:15 | 751    |   |
| 07.12.2016 | 19:30 | Arkas Spor Izmir    | 0:3   | Zenit Kazań         | 14:25 | 11:25 | 17:25 |       |       | 2000   |   |
|            |       |                     |       |                     |       |       |       |       |       |        |   |
| 21.12.2016 | 19:00 | Zenit Kazań         | 3:0   | Paris Volley        | 25:17 | 25:15 | 25:21 |       |       | 3250   |   |
| 22.12.2016 | 20:00 | VfB Friedrichshafen | 2:3   | Arkas Spor Izmir    | 21:25 | 23:25 | 25:22 | 25:19 | 12:15 | 2709   |   |
|            |       |                     |       |                     |       |       |       |       |       |        |   |
| 18.01.2017 | 20:00 | VfB Friedrichshafen | 1:3   | Zenit Kazań         | 13:25 | 25:23 | 13:25 | 21:25 |       | 2355   |   |
| 18.01.2017 | 20:30 | Paris Volley        | 1:3   | Arkas Spor Izmir    | 20:25 | 17:25 | 25:15 | 22:25 |       | 1500   |   |
|            |       |                     |       |                     |       |       |       |       |       |        |   |
| 31.01.2017 | 19:00 | Zenit Kazań         | 3:0   | VfB Friedrichshafen | 25:18 | 40:38 | 25:17 |       |       | 2850   |   |
| 01.02.2017 | 19:30 | Arkas Spor Izmir    | 3:2   | Paris Volley        | 25:21 | 23:25 | 16:25 | 25:19 | 23:21 | 1700   |   |
|            |       |                     |       |                     |       |       |       |       |       |        |   |
| 14.02.2017 | 19:00 | Paris Volley        | 0:3   | Zenit Kazań         | 19:25 | 21:25 | 20:25 |       |       | 2680   |   |
| 15.02.2017 | 19:30 | Arkas Spor Izmir    | 3:2   | VfB Friedrichshafen | 25:22 | 25:27 | 26:24 | 21:25 | 15:10 | 2100   |   |
|            |       |                     |       |                     |       |       |       |       |       |        |   |
| 01.03.2017 | 20:00 | Zenit Kazań         | 3:0   | Arkas Spor Izmir    | 25:15 | 26:24 | 25:16 |       |       | 1950   |   |
| 01.03.2017 | 20:00 | VfB Friedrichshafen | 2:3   | Paris Volley        | 20:25 | 25:9  | 23:25 | 25:21 | 9:15  | 1940   |   |

#### Grupa D
Tabela
| Lp. | Drużyna            | Pkt | Mecze | Mecze   | Mecze   | Sety | Sety | Sety  | Małe punkty | Małe punkty | Małe punkty |
| Lp. | Drużyna            | Pkt | M     | W (3:2) | P (2:3) | wyg. | prz. | ratio | zdob.       | str.        | ratio       |
| --- | ------------------ | --- | ----- | ------- | ------- | ---- | ---- | ----- | ----------- | ----------- | ----------- |
| 1   | Pallavolo Modena   | 15  | 6     | 5 (1)   | 1 (1)   | 17   | 8    | 2.125 | 583         | 526         | 1.108       |
| 2   | PGE Skra Bełchatów | 9   | 6     | 3 (0)   | 3 (0)   | 12   | 11   | 1.091 | 533         | 509         | 1.047       |
| 3   | SCMU Craiova       | 7   | 6     | 2 (0)   | 4 (1)   | 9    | 14   | 0.643 | 498         | 544         | 0.915       |
| 4   | ACH Volley Lublana | 5   | 6     | 2 (2)   | 4 (1)   | 11   | 16   | 0.688 | 569         | 604         | 0.942       |

Aktualizacja do dnia 6 grudnia 2016
Źródło: cev.lu
Punktacja: 3:0 i 3:1 – 3 pkt; 3:2 – 2 pkt; 2:3 – 1 pkt; 1:3 i 0:3 – 0 pkt
Zasady ustalania kolejności: 1. liczba punktów; 2. stosunek setów; 3. stosunek małych punktów; 4. bilans w bezpośrednich meczach
Wyniki spotkań
| Data       | Godz. | Drużyna 1          | Wynik | Drużyna 2          | 1     | 2     | 3     | 4     | 5     | Widzów | * |
| ---------- | ----- | ------------------ | ----- | ------------------ | ----- | ----- | ----- | ----- | ----- | ------ | - |
| 06.12.2016 | 18:00 | SCMU Craiova       | 3:1   | PGE Skra Bełchatów | 30:28 | 25:23 | 19:25 | 25:22 |       | 1215   |   |
| 06.12.2016 | 21:00 | Pallavolo Modena   | 3:2   | ACH Volley Lublana | 25:22 | 21:25 | 25:19 | 23:25 | 15:11 | 3208   |   |
|            |       |                    |       |                    |       |       |       |       |       |        |   |
| 20.12.2016 | 17:30 | PGE Skra Bełchatów | 1:3   | Pallavolo Modena   | 22:25 | 25:21 | 17:25 | 22:25 |       | 10900  |   |
| 20.12.2016 | 18:00 | ACH Volley Lublana | 3:2   | SCMU Craiova       | 25:17 | 18:25 | 17:25 | 25:21 | 15:13 | 1250   |   |
|            |       |                    |       |                    |       |       |       |       |       |        |   |
| 17.01.2017 | 20:30 | Pallavolo Modena   | 3:1   | SCMU Craiova       | 24:26 | 29:27 | 25:18 | 25:16 |       | 3375   |   |
| 19.01.2017 | 18:00 | ACH Volley Lublana | 1:3   | PGE Skra Bełchatów | 19:25 | 21:25 | 25:18 | 15:25 |       | 800    |   |
|            |       |                    |       |                    |       |       |       |       |       |        |   |
| 31.01.2017 | 19:00 | SCMU Craiova       | 0:3   | Pallavolo Modena   | 16:25 | 19:25 | 18:25 |       |       | 2585   |   |
| 01.02.2017 | 18:00 | PGE Skra Bełchatów | 3:1   | ACH Volley Lublana | 25:17 | 25:23 | 20:25 | 25:17 |       | 2550   |   |
|            |       |                    |       |                    |       |       |       |       |       |        |   |
| 14.02.2017 | 20:30 | Pallavolo Modena   | 3:1   | PGE Skra Bełchatów | 25:16 | 21:25 | 25:22 | 25:22 |       | 3575   |   |
| 15.02.2017 | 19:00 | SCMU Craiova       | 3:1   | ACH Volley Lublana | 25:19 | 27:29 | 25:21 | 25:23 |       | 1200   |   |
|            |       |                    |       |                    |       |       |       |       |       |        |   |
| 01.03.2017 | 17:00 | ACH Volley Lublana | 3:2   | Pallavolo Modena   | 25:21 | 23:25 | 25:27 | 25:20 | 15:11 | 1530   |   |
| 01.03.2017 | 20:00 | PGE Skra Bełchatów | 3:0   | SCMU Craiova       | 26:24 | 25:18 | 25:14 |       |       | 2550   |   |

#### Grupa E
Tabela
| Lp. | Drużyna                    | Pkt | Mecze | Mecze   | Mecze   | Sety | Sety | Sety  | Małe punkty | Małe punkty | Małe punkty |
| Lp. | Drużyna                    | Pkt | M     | W (3:2) | P (2:3) | wyg. | prz. | ratio | zdob.       | str.        | ratio       |
| --- | -------------------------- | --- | ----- | ------- | ------- | ---- | ---- | ----- | ----------- | ----------- | ----------- |
| 1   | Sir Sicoma Colussi Perugia | 14  | 6     | 5 (2)   | 1 (1)   | 17   | 8    | 2.125 | 556         | 519         | 1.071       |
| 2   | Biełogorje Biełgorod       | 11  | 6     | 3 (1)   | 3 (3)   | 15   | 12   | 1.250 | 570         | 567         | 1.005       |
| 3   | Knack Roeselare            | 9   | 6     | 3 (1)   | 3 (1)   | 12   | 12   | 1.000 | 524         | 524         | 1.000       |
| 4   | Halkbank                   | 2   | 6     | 1 (1)   | 5 (0)   | 5    | 17   | 0.294 | 467         | 525         | 0.890       |

Aktualizacja do dnia 6 grudnia 2016
Źródło: cev.lu
Punktacja: 3:0 i 3:1 – 3 pkt; 3:2 – 2 pkt; 2:3 – 1 pkt; 1:3 i 0:3 – 0 pkt
Zasady ustalania kolejności: 1. liczba punktów; 2. stosunek setów; 3. stosunek małych punktów; 4. bilans w bezpośrednich meczach
Wyniki spotkań
| Data       | Godz. | Drużyna 1                  | Wynik | Drużyna 2                  | 1     | 2     | 3     | 4     | 5     | Widzów | * |
| ---------- | ----- | -------------------------- | ----- | -------------------------- | ----- | ----- | ----- | ----- | ----- | ------ | - |
| 07.12.2016 | 17:30 | Halkbank                   | 0:3   | Sir Sicoma Colussi Perugia | 19:25 | 23:25 | 23:25 |       |       | 4320   |   |
| 08.12.2016 | 20:30 | Knack Roeselare            | 2:3   | Biełogorje Biełgorod       | 25:27 | 20:25 | 25:19 | 25:19 | 13:15 | 1750   |   |
|            |       |                            |       |                            |       |       |       |       |       |        |   |
| 22.12.2016 | 19:00 | Biełogorje Biełgorod       | 3:0   | Halkbank                   | 25:14 | 30:28 | 25:21 |       |       | 4200   |   |
| 22.12.2016 | 20:30 | Sir Sicoma Colussi Perugia | 3:0   | Knack Roeselare            | 25:22 | 25:21 | 25:23 |       |       | 2813   |   |
|            |       |                            |       |                            |       |       |       |       |       |        |   |
| 18.01.2017 | 17:30 | Halkbank                   | 1:3   | Knack Roeselare            | 24:26 | 19:25 | 26:24 | 23:25 |       | 750    |   |
| 18.01.2017 | 20:30 | Sir Sicoma Colussi Perugia | 3:2   | Biełogorje Biełgorod       | 11:25 | 25:14 | 31:29 | 18:25 | 15:13 | 3932   |   |
|            |       |                            |       |                            |       |       |       |       |       |        |   |
| 01.02.2017 | 19:00 | Biełogorje Biełgorod       | 2:3   | Sir Sicoma Colussi Perugia | 19:25 | 25:16 | 26:24 | 17:25 | 11:15 | 5150   |   |
| 01.02.2017 | 20:30 | Knack Roeselare            | 3:0   | Halkbank                   | 25:12 | 31:29 | 25:18 |       |       | 1860   |   |
|            |       |                            |       |                            |       |       |       |       |       |        |   |
| 15.02.2017 | 17:30 | Halkbank                   | 3:2   | Biełogorje Biełgorod       | 25:19 | 22:25 | 25:14 | 22:25 | 15:8  | 1112   |   |
| 15.02.2017 | 20:30 | Knack Roeselare            | 3:2   | Sir Sicoma Colussi Perugia | 25:18 | 20:25 | 20:25 | 25:22 | 15:13 | 2200   |   |
|            |       |                            |       |                            |       |       |       |       |       |        |   |
| 01.03.2017 | 18:00 | Biełogorje Biełgorod       | 3:1   | Knack Roeselare            | 25:20 | 25:20 | 15:25 | 25:17 |       | 3400   |   |
| 01.03.2017 | 19:00 | Sir Sicoma Colussi Perugia | 3:1   | Halkbank                   | 23:25 | 25:18 | 25:20 | 25:16 |       | 3178   |   |

### Faza play-off

#### 1/12 finału
| Data               | Godz. | Drużyna 1                     | Wynik | Drużyna 2                | 1     | 2     | 3     | 4     | 5     | Widzów | * |
| ------------------ | ----- | ----------------------------- | ----- | ------------------------ | ----- | ----- | ----- | ----- | ----- | ------ | - |
| 16.03.2017         | 19:00 | Arkas Spor                    | 0:3   | Dinamo Moskwa            | 20:25 | 17:25 | 16:25 |       |       | 1900   |   |
| 21.03.2017         | 19:00 | Arkas Spor                    | 0:3   | Dinamo Moskwa            | 23:25 | 22:25 | 31:33 |       |       | 2000   |   |
| 15.03.2017         | 18:00 | Büyükşehir Belediyesi Stambuł | 3:2   | Berlin Recycling Volleys | 25:20 | 30:32 | 25:22 | 20:25 | 15:13 | 1024   |   |
| 21.03.2017         | 19:30 | Büyükşehir Belediyesi Stambuł | 2:31  | Berlin Recycling Volleys | 25:21 | 25:18 | 13:25 | 14:25 | 14:16 | 4282   |   |
| 15.03.2017         | 20:30 | Asseco Resovia Rzeszów        | 2:3   | Pallavolo Modena         | 25:23 | 19:25 | 27:25 | 19:25 | 12:15 | 4123   |   |
| 23.03.2017         | 20:30 | Asseco Resovia Rzeszów        | 1:3   | Pallavolo Modena         | 23:25 | 25:20 | 23:25 | 23:25 |       | 3771   |   |
| 15.03.2017         | 18:00 | PGE Skra Bełchatów            | 1:3   | Cucine Lube Civitanova   | 21:25 | 25:21 | 23:25 | 21:25 |       | 8100   |   |
| 22.03.2017         | 20:30 | PGE Skra Bełchatów            | 3:2   | Cucine Lube Civitanova   | 24:26 | 16:25 | 28:26 | 25:15 | 15:13 | 2320   |   |
| 15.03.2017         | 19:00 | Biełogorje Biełgorod          | 3:1   | ZAKSA Kędzierzyn-Koźle   | 13:25 | 25:21 | 25:23 | 25:20 |       | 4200   |   |
| 22.03.2017         | 18:00 | Biełogorje Biełgorod          | 3:1   | ZAKSA Kędzierzyn-Koźle   | 25:22 | 20:25 | 26:24 | 25:21 |       | 2700   |   |
| 14.03.2017         | 20:30 | Knack Roeselare               | 0:3   | Zenit Kazań              | 23:25 | 19:25 | 18:25 |       |       | 2000   |   |
| 22.03.2017         | 19:00 | Knack Roeselare               | 0:3   | Zenit Kazań              | 19:25 | 16:25 | 20:25 |       |       | 3250   |   |
| 1 złoty set: 11:15 |       |                               |       |                          |       |       |       |       |       |        |   |

#### 1/6 finału
| Data       | Godz. | Drużyna 1                | Wynik | Drużyna 2              | 1     | 2     | 3     | 4     | 5     | Widzów | * |
| ---------- | ----- | ------------------------ | ----- | ---------------------- | ----- | ----- | ----- | ----- | ----- | ------ | - |
| 05.04.2017 | 19:30 | Berlin Recycling Volleys | 3:2   | Dinamo Moskwa          | 23:25 | 22:25 | 25:19 | 25:18 | 15:10 | 5400   |   |
| 12.04.2017 | 19:00 | Berlin Recycling Volleys | 3:2   | Dinamo Moskwa          | 37:35 | 22:25 | 21:25 | 25:15 | 15:8  | 3100   |   |
| 05.04.2017 | 20:30 | Pallavolo Modena         | 0:3   | Cucine Lube Civitanova | 23:25 | 18:25 | 27:29 |       |       | 4407   |   |
| 13.04.2017 | 20:30 | Pallavolo Modena         | 0:3   | Cucine Lube Civitanova | 21:25 | 21:25 | 18:25 |       |       | 3831   |   |
| 04.04.2017 | 19:30 | Zenit Kazań              | 3:1   | Biełogorje Biełgorod   | 25:14 | 25:17 | 23:25 | 26:24 |       | 4450   |   |
| 13.04.2017 | 19:00 | Zenit Kazań              | 3:0   | Biełogorje Biełgorod   | 25:22 | 30:28 | 25:21 |       |       | 5000   |   |

### Final Four
PalaLottomatica, Rzym
|  | Półfinały                  | Półfinały |  |  |  | Finały                     | Finały |
|  |                            |           |  |  |  |                            |        |
|  |                            |           |  |  |  |                            |        |
|  |                            |           |  |  |  |                            |        |
|  | Sir Sicoma Colussi Perugia | 3         |  |  |  |                            |        |
|  | Cucine Lube Civitanova     | 2         |  |  |  |                            |        |
|  |                            |           |  |  |  | Sir Sicoma Colussi Perugia | 0      |
|  |                            |           |  |  |  | Zenit Kazań                | 3      |
|  | Berlin Recycling Volleys   | 0         |  |  |  |                            |        |
|  | Zenit Kazań                | 3         |  |  |  |                            |        |
|  |                            |           |  |  |  | Cucine Lube Civitanova     | 3      |
|  |                            |           |  |  |  | Berlin Recycling Volleys   | 1      |

#### Półfinały
| Data       | Godz. | Drużyna 1                  | Wynik | Drużyna 2              | 1     | 2     | 3     | 4     | 5    | Widzów | * |
| ---------- | ----- | -------------------------- | ----- | ---------------------- | ----- | ----- | ----- | ----- | ---- | ------ | - |
| 29.04.2017 | 16:30 | Berlin Recycling Volleys   | 0:3   | Zenit Kazań            | 21:25 | 22:25 | 13:25 |       |      | 9000   |   |
| 29.04.2017 | 19:30 | Sir Sicoma Colussi Perugia | 3:2   | Cucine Lube Civitanova | 25:19 | 22:25 | 25:19 | 21:25 | 15:9 | 11000  |   |

#### Mecz o 3. miejsce
| Data       | Godz. | Drużyna 1              | Wynik | Drużyna 2                | 1     | 2     | 3     | 4     | 5 | Widzów | * |
| ---------- | ----- | ---------------------- | ----- | ------------------------ | ----- | ----- | ----- | ----- | - | ------ | - |
| 30.04.2017 | 16:00 | Cucine Lube Civitanova | 3:1   | Berlin Recycling Volleys | 29:27 | 22:25 | 25:21 | 25:21 |   | 8000   |   |

#### Finał
| Data       | Godz. | Drużyna 1                  | Wynik | Drużyna 2   | 1     | 2     | 3     | 4 | 5 | Widzów | * |
| ---------- | ----- | -------------------------- | ----- | ----------- | ----- | ----- | ----- | - | - | ------ | - |
| 30.04.2017 | 19:00 | Sir Sicoma Colussi Perugia | 0:3   | Zenit Kazań | 15:25 | 23:25 | 14:25 |   |   | 11500  |   |

#### Nagrody indywidualne
| Najlepszy zawodnik (MVP) | Najlepszy atakujący     | Najlepsi środkowi                | Najlepsi przyjmujący       | Najlepszy libero  | Najlepszy rozgrywający | Najlepszy zagrywający |
| ------------------------ | ----------------------- | -------------------------------- | -------------------------- | ----------------- | ---------------------- | --------------------- |
| Maksim Michajłow         | Aleksandar Atanasijević | Marko Podraščanin Artiom Wolwicz | Wilfredo Leon Ivan Zaytsev | Jenia Grebennikov | Luciano De Cecco       | Ivan Zaytsev          |